# Diospyros paniculata
Diospyros paniculata là một loài thực vật có hoa trong họ Thị. Loài này được Dalzell mô tả khoa học đầu tiên năm 1852.

## Hình ảnh

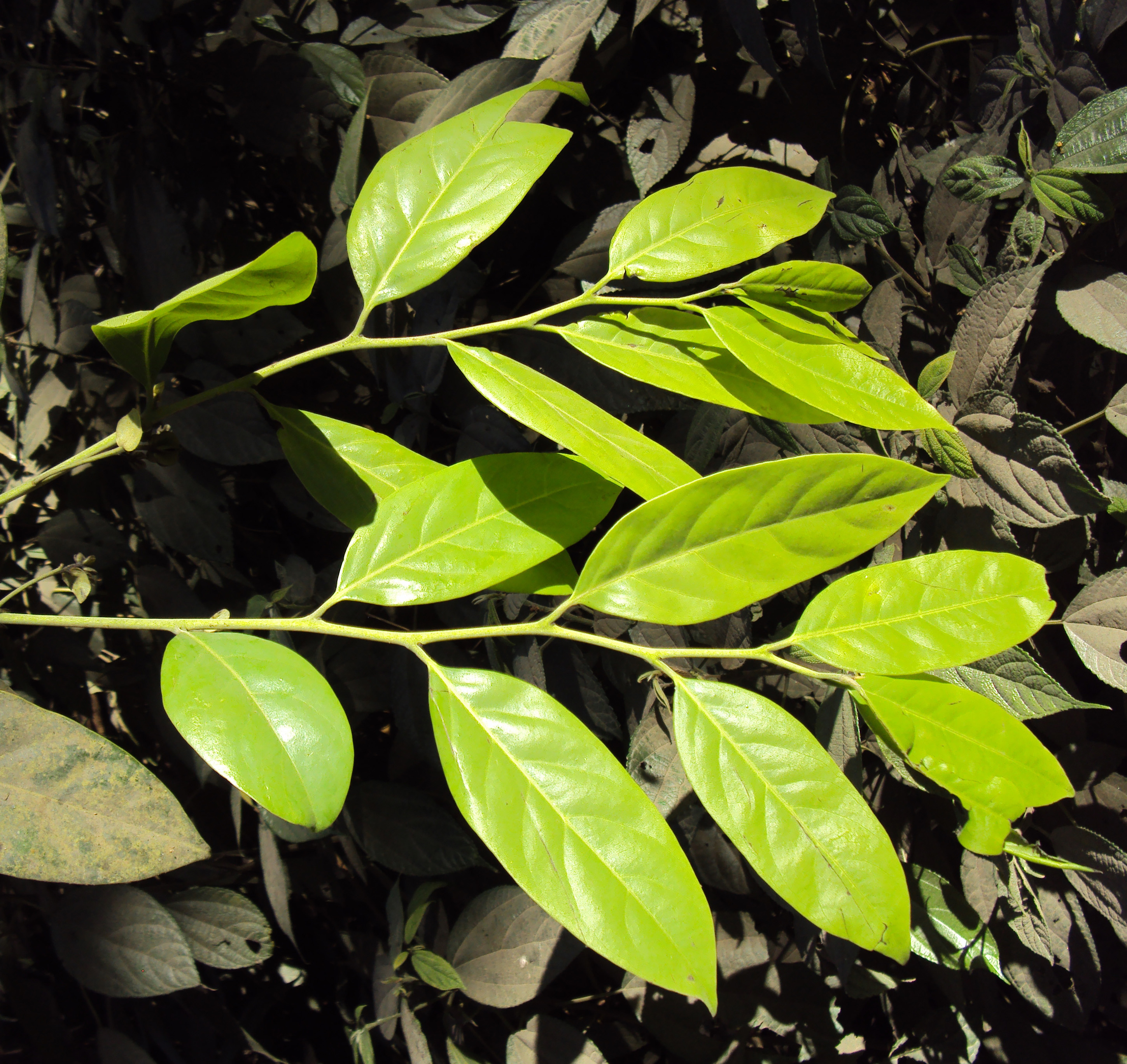
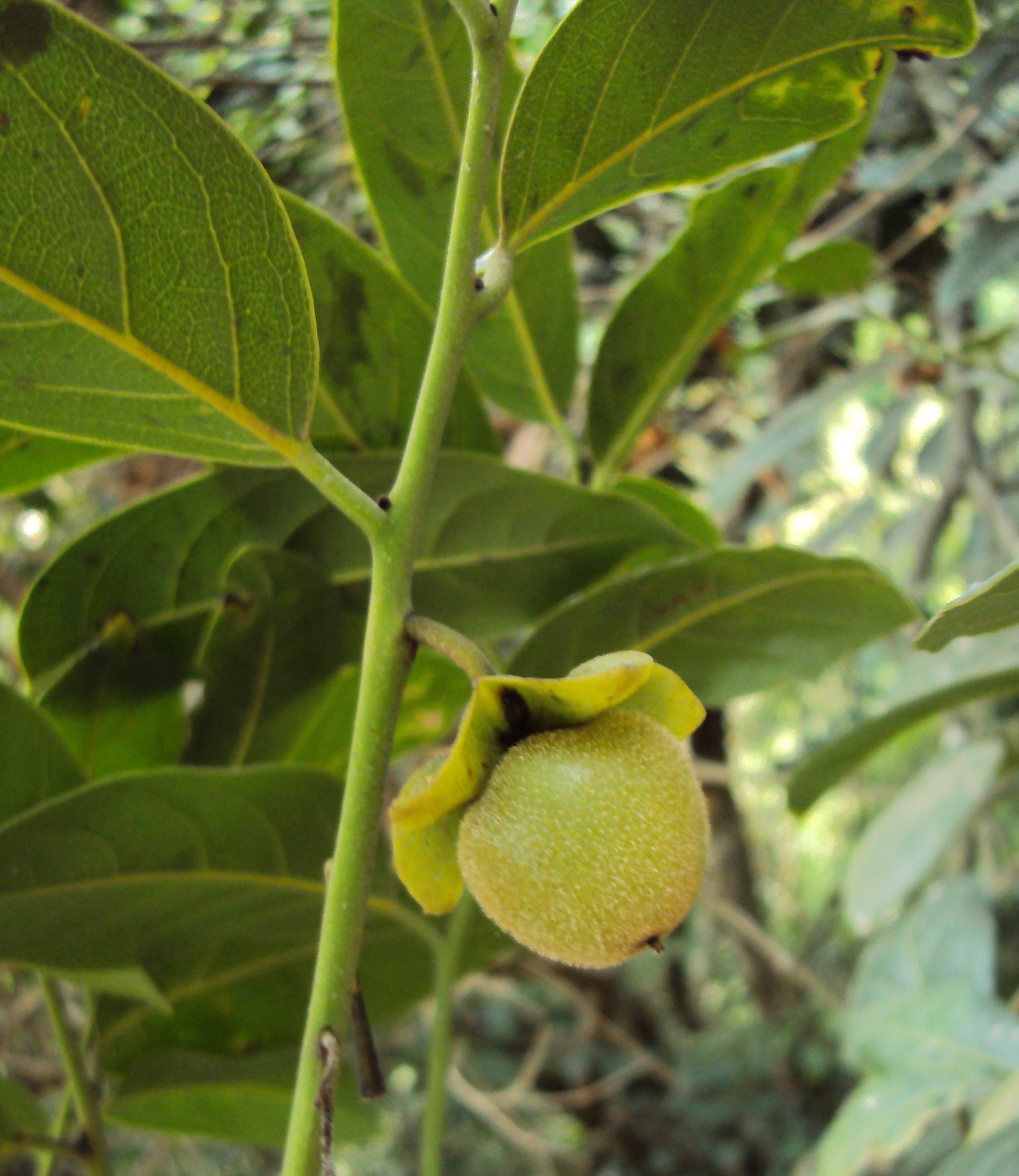
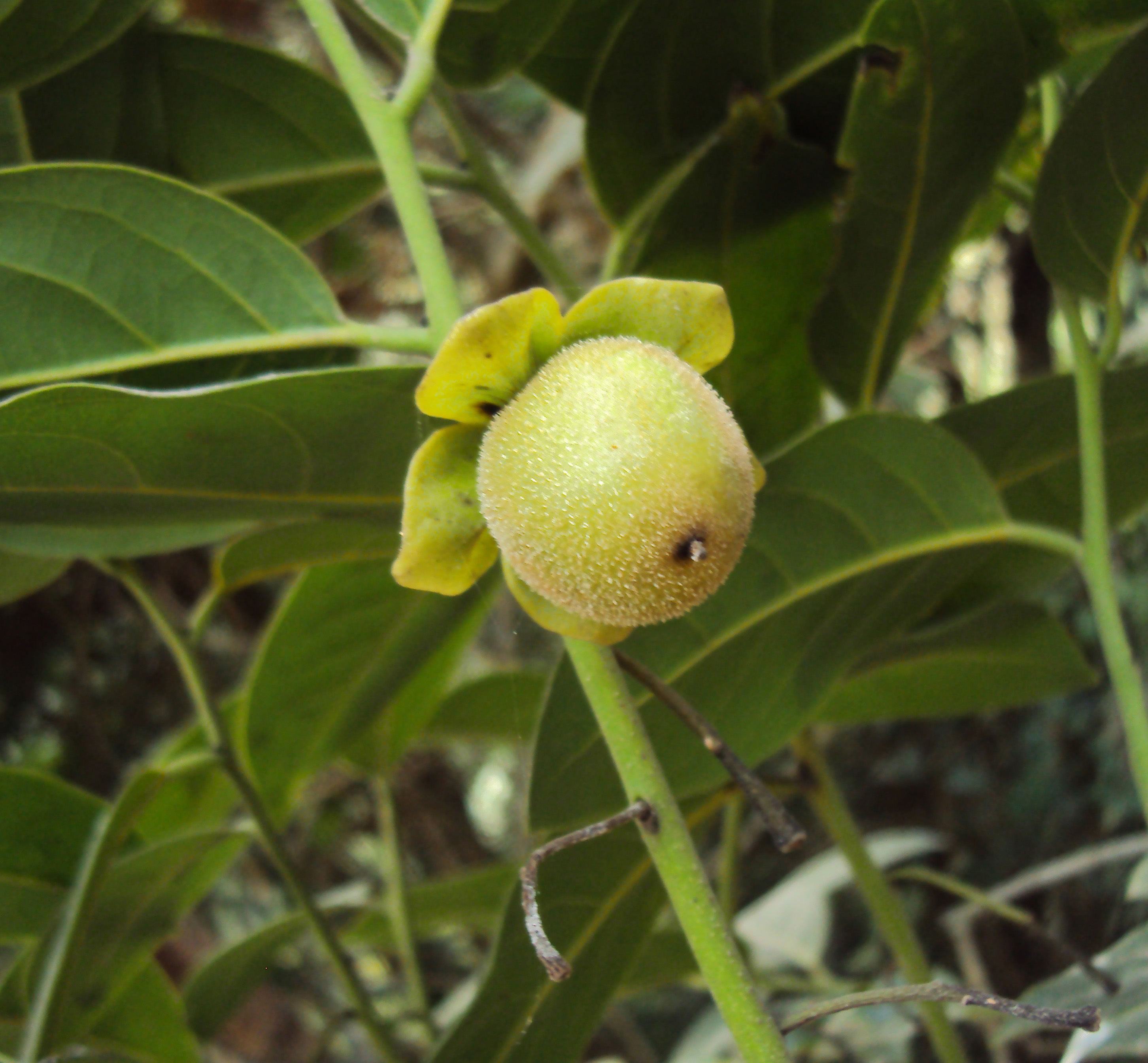
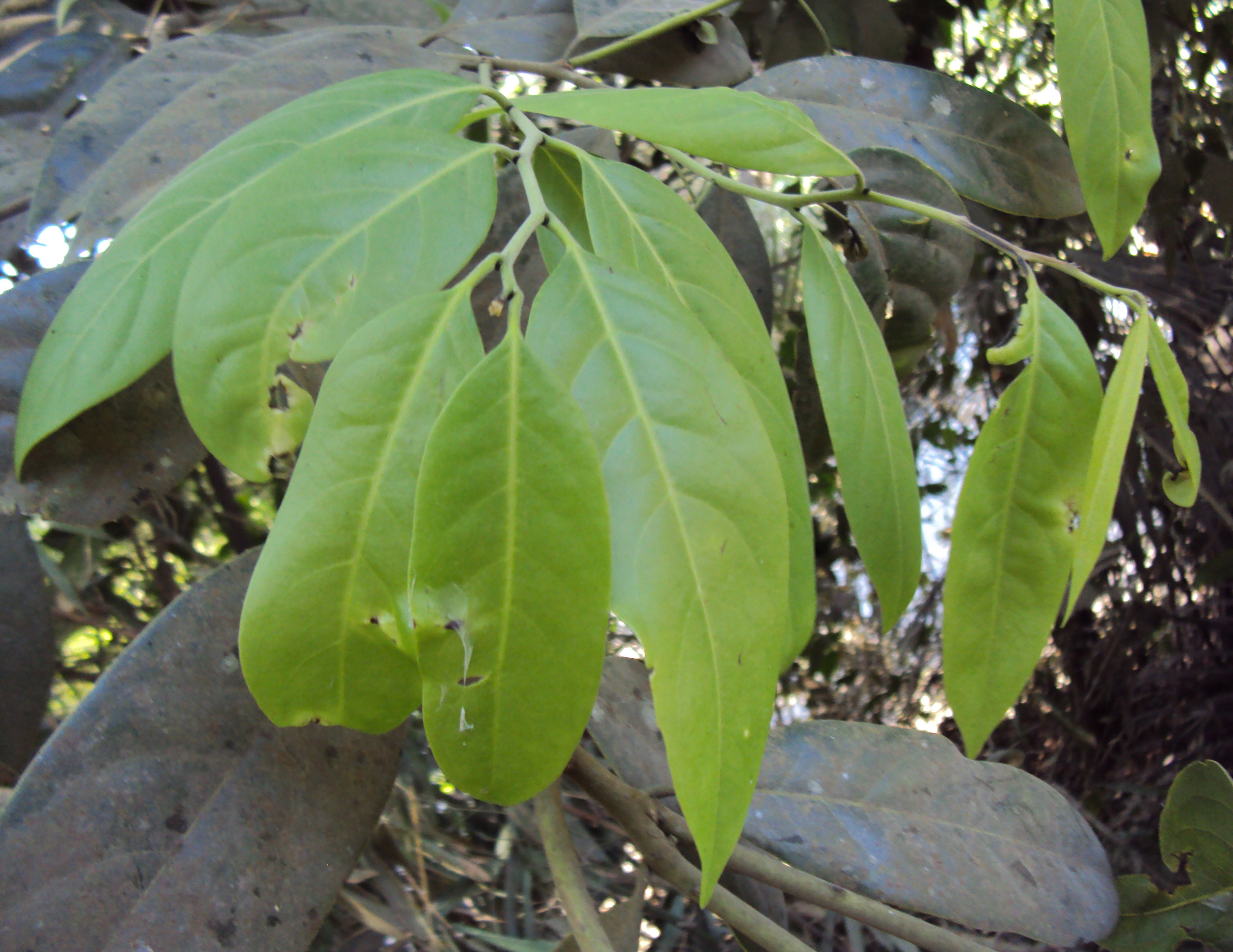